# Asswiller
Asswiller [asvilɛʁ]  est une commune française située dans la circonscription administrative du Bas-Rhin et, depuis le 1er janvier 2021, dans le territoire de la Collectivité européenne d'Alsace, en région Grand Est.
Depuis 1793, cette commune se trouve dans la région historique et culturelle d'Alsace.

## Géographie

### Localisation
La commune est située dans la région naturelle de l'Alsace Bossue et fait partie du parc naturel régional des Vosges du Nord.

### Communes limitrophes
Les communes limitrophes sont Durstel, Ottwiller, Drulingen, Petersbach, Struth et Tieffenbach.
| Durstel   | Tieffenbach | Struth     |
|           | Asswiller   | Petersbach |
| Drulingen |             | Ottwiller  |

### Géologie et relief
La commune se compose de 30,24 hectares de territoires artificialisés (5,01 %), 484,85 hectares de territoires agricoles (72,58 %) et 135,33 hectares de forêts et milieux semi-naturels (22,44 %).
Espaces naturels :
- Trois espaces protégés hors Natura 2000 Vosges Du Nord :

Réserve de Biosphère, zone tampon,
Réserve de Biosphère, zone de transition,
Parc naturel régional.
- Deux zone naturelle d'intérêt écologique, faunistique et floristique (Znieff) :

Paysage agricole et forestier diversifié d'Alsace Bossue,
Prairies à Ottwiller, Siewiller et Bust.

### Sismicité
Commune située dans une zone de sismicité 2 faible.

### Hydrographie et les eaux souterraines
Hydrogéologie et climatologie : Système d’information pour la gestion des eaux souterraines du bassin Rhin-Meuse :
Territoire communal : Occupation du sol (Corinne Land Cover); Cours d'eau (BD Carthage),
Géologie : Carte géologique; Coupes géologiques et techniques,
 Hydrogéologie : Masses d'eau souterraine; BD Lisa; Cartes piézométriques.
La commune est dans le bassin versant du Rhin au sein du bassin Rhin-Meuse. Elle est drainée par l'Isch et le ruisseau Dit Ottwillergraben,.
L'Isch, d'une longueur totale de 27 km, prend sa source dans la commune de Lohr et se jette  dans la Sarre à Wolfskirchen, après avoir traversé onze communes.

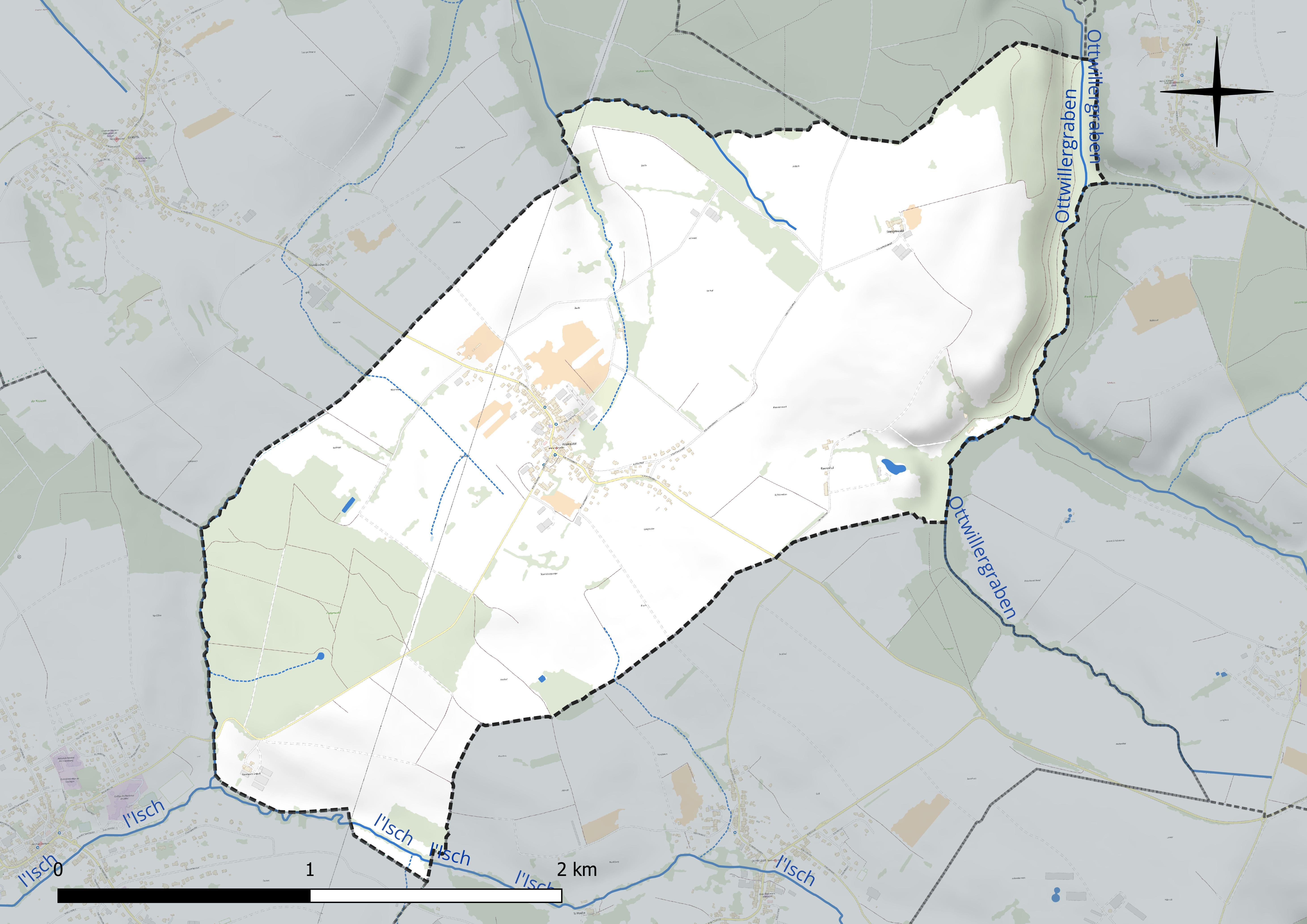
Réseau hydrographique d'Asswiller.

### Climat
Pour des articles plus généraux, voir Climat du Grand Est et Climat du Bas-Rhin.
En 2010, le climat de la commune est de type climat des marges montargnardes, selon une étude du Centre national de la recherche scientifique s'appuyant sur une série de données couvrant la période 1971-2000. En 2020, Météo-France publie une typologie des climats de la France métropolitaine dans laquelle la commune est exposée à un climat semi-continental et est dans la région climatique Vosges, caractérisée par une pluviométrie très élevée (1 500 à 2 000 mm/an) en toutes saisons et un hiver rude (moins de 1 °C).
Pour la période 1971-2000, la température annuelle moyenne est de 9,7 °C, avec une amplitude thermique annuelle de 16,9 °C. Le cumul annuel moyen de précipitations est de 970 mm, avec 12,6 jours de précipitations en janvier et 10,2 jours en juillet. Pour la période 1991-2020, la température moyenne annuelle observée sur la station météorologique de Météo-France la plus proche, « Berg », sur la commune de Berg à 5 km à vol d'oiseau, est de 10,4 °C et le cumul annuel moyen de précipitations est de 801,8 mm. 
La température maximale relevée sur cette station est de 37,4 °C, atteinte le 25 juillet 2019 ; la température minimale est de −16,8 °C, atteinte le 7 février 2012,,.
Les paramètres climatiques de la commune ont été estimés pour le milieu du siècle (2041-2070) selon différents scénarios d'émission de gaz à effet de serre à partir des nouvelles projections climatiques de référence DRIAS-2020. Ils sont consultables sur un site dédié publié par Météo-France en novembre 2022.

### Voies de communications et transports

#### Voies routières
- D309 vers Drulingen[18].
- D9 vers Durstel, Petersbach.
- A4 : Échangeur no 3 Sarre-Union 8,2 km, Échangeur no 4 N4 - Phalsbourg 11,9 km, Échangeur no 5 Saverne 17,2 km.

#### Transports en commun

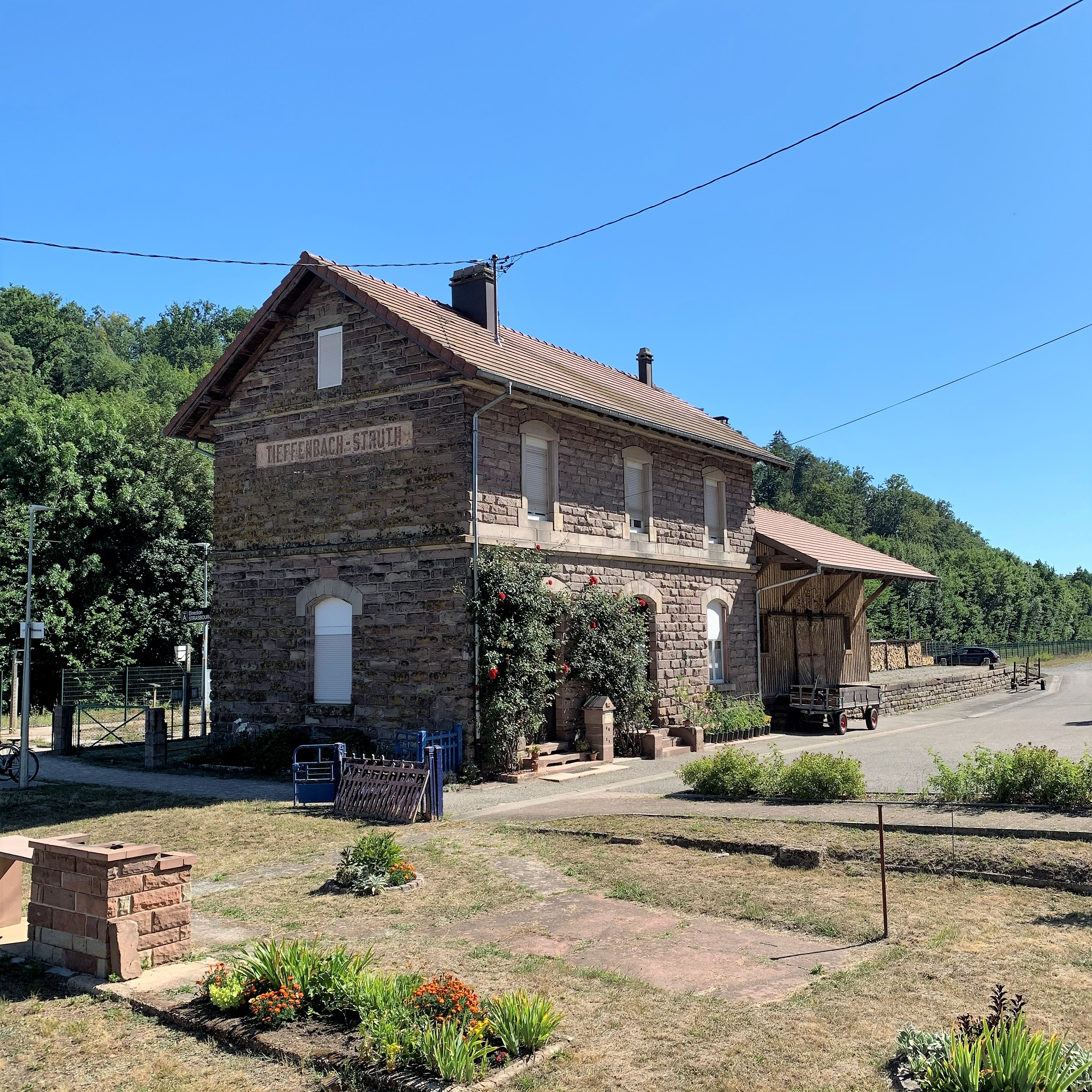
Gare de Tieffenbach - Struth.

- Transports en Alsace.
- Fluo Grand Est.

#### Lignes SNCF
- Gare de Tieffenbach - Struth
- Gare de Diemeringen
- Gare de Voellerdingen
- Gare de Sarre-Union
- Gare de Wingen-sur-Moder

## Urbanisme

### Typologie
Au 1er janvier 2024, Asswiller est catégorisée commune rurale à habitat dispersé, selon la nouvelle grille communale de densité à sept niveaux définie par l'Insee en 2022.
Elle est située hors unité urbaine et hors attraction des villes,.

### Occupation des sols
L'occupation des sols de la commune, telle qu'elle ressort de la base de données européenne d’occupation biophysique des sols Corine Land Cover (CLC), est marquée par l'importance des territoires agricoles (72,5 % en 2018), une proportion sensiblement équivalente à celle de 1990 (71,8 %). La répartition détaillée en 2018 est la suivante : 
prairies (48,4 %), terres arables (24,1 %), forêts (22,4 %), zones urbanisées (5 %). L'évolution de l’occupation des sols de la commune et de ses infrastructures peut être observée sur les différentes représentations cartographiques du territoire : la carte de Cassini (XVIIIe siècle), la carte d'état-major (1820-1866) et les cartes ou photos aériennes de l'IGN pour la période actuelle (1950 à aujourd'hui).

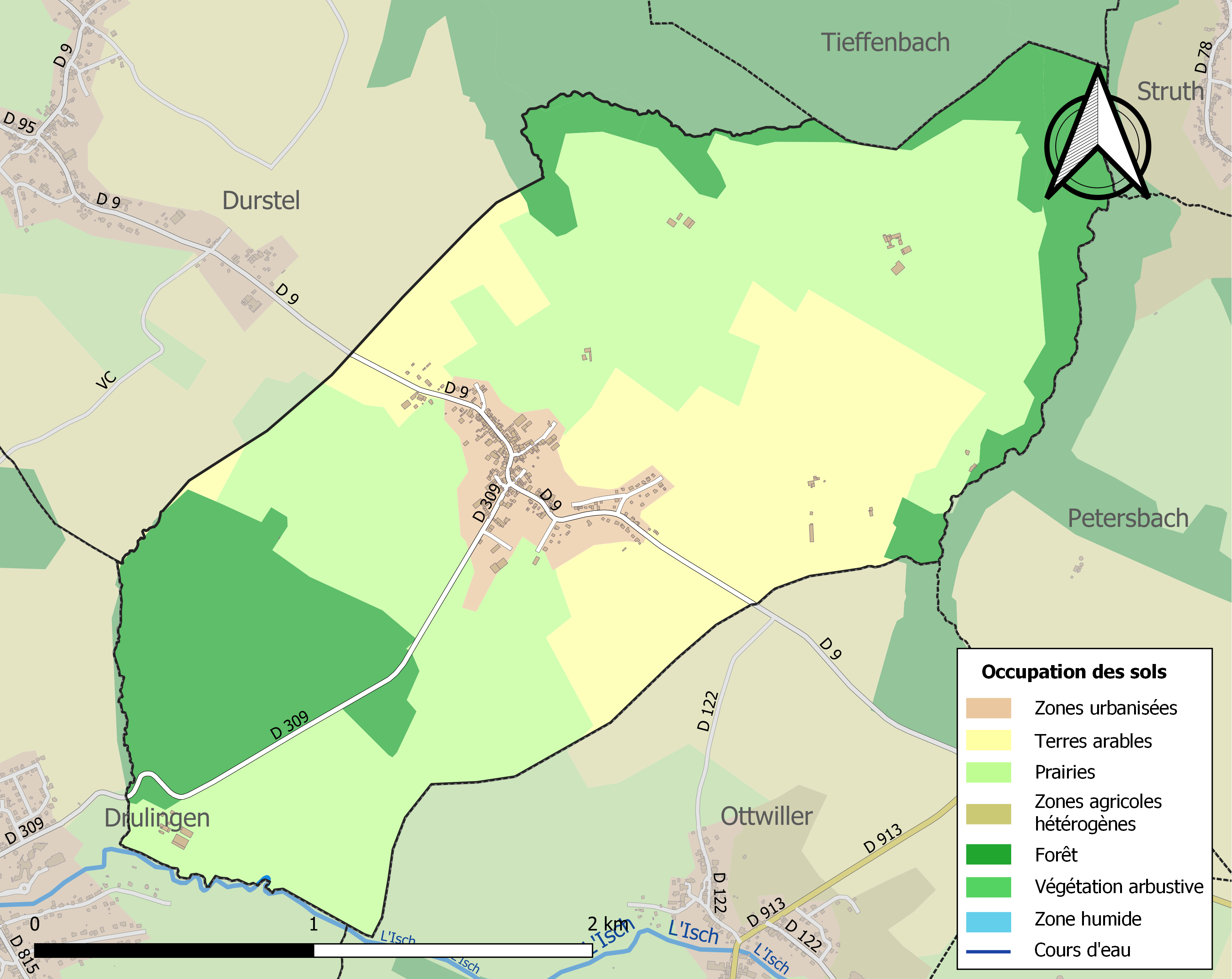
Carte des infrastructures et de l'occupation des sols de la commune en 2018 (CLC).

## Histoire
Asswiller constitua une petite seigneurie dépendant des comtes de La Petite-Pierre. Lorsqu'il prit possession du comté, le comte palatin Georges-Jean de Bavière accorda Asswiller en fief héréditaire à la famille Dalheim (1588), à qui succéda bientôt la famille de Steinkallenfels, hauts-fonctionnaires des comtes palatins. Ces seigneurs protestants y introduisirent la Réforme et se maintinrent à Asswiller du XVIe siècle à 1819. En 1789, Asswiller appartenait au seigneur de Carbiston qui l'avait acquise en 1771 par mariage avec l'heritière de la famille de Steincallenfels.
Après la Révolution, la seigneurie d'Asswiller fut rattachée à la France en 1793 par décret de la Convention nationale, qui passait outre les droits des Princes possessionnés. Asswiller devint par ce fait alsacienne.
À l'issue de la guerre de 1870 et du traité de Francfort, l'Alsace intègre l'Empire allemand, Asswiller devient Aßweiler.
Après la Première Guerre mondiale et avec le traité de paix de 1919, l'Alsace est restituée à la France.

### Rattachements territoriaux
- avant 751 : Austrasie
- 751-843 : Empire carolingien
- 843-855 : Francie médiane
- 855-962 : Lotharingie
- 962-1793 :  Saint-Empire
- 1793-1804 :  République française
- 1804-1815 :  Empire français
- 1815-1830 :  Royaume de France
- 1830-1848 :  Royaume de France
- 1848-1852 :  République française
- 1852-1871 :  Empire français
- 1871-1918 :  Empire allemand
- 1918-1919 :  République de Weimar (de jure),  France (de facto)
- 1919-1940 :  France
- 1940-1944 :  État français (de jure),  Reich allemand (de facto)
- depuis 1944 :  République française

## Toponymie
Issu d'un nom propre germanique Asco et de willer.
Le nom de la localité est attesté sous les formes Asco Vilare en 718, Asveiller en 1793, Asswiler en 1801.
- Aßweiler en allemand.

## Politique et administration
| Période                                  | Période                   | Identité                                         | Étiquette    | Qualité                                                                    |
| ---------------------------------------- | ------------------------- | ------------------------------------------------ | ------------ | -------------------------------------------------------------------------- |
| Les données manquantes sont à compléter. |                           |                                                  |              |                                                                            |
| 1793                                     |                           | David Teutsch                                    |              | Premier maire                                                              |
| Les données manquantes sont à compléter. |                           |                                                  |              |                                                                            |
| avant 1988                               | 2008                      | Jean Mathia (1946)                               | UDF puis UMP | Agriculteur-éleveur, conseiller général du canton de Drulingen (1988-2015) |
| mars 2008                                | En cours (au 31 mai 2020) | Norbert Stammler, Réélu pour le mandat 2020-2026 |              | [ 28 ]                                                                     |

### Instances judiciaires et administratives
Asswiller relève du tribunal d'instance de Saverne, du tribunal de grande instance de Saverne, de la cour d'appel de Colmar, du tribunal pour enfants de Saverne, du conseil de prud'hommes de Saverne, de la chambre commerciale du tribunal de grande instance de Saverne, du tribunal administratif de Strasbourg et de la cour administrative d'appel de Nancy.
La commune se trouve dans la circonscription de gendarmerie de la brigade de proximité de Drulingen.

### Budget et fiscalité 2023

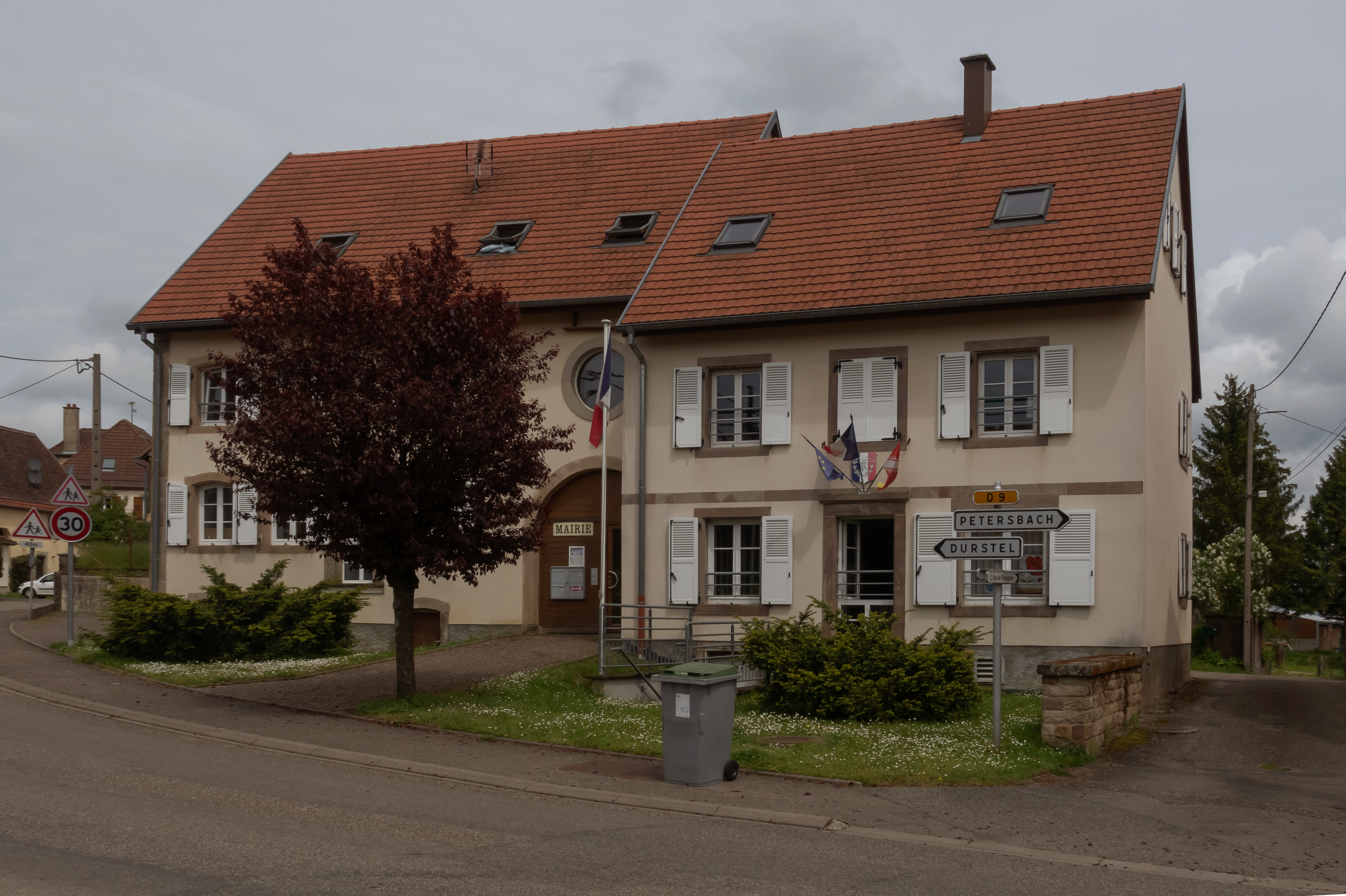
Asswiller, la mairie

En 2023, le budget de la commune était constitué ainsi :
- total des produits de fonctionnement : 378 000 €, soit 1 376 € par habitant ;
- total des charges de fonctionnement : 270 000 €, soit 981 € par habitant ;
- total des ressources d'investissement : 187 000 €, soit 682 € par habitant ;
- total des emplois d'investissement : 477 000 €, soit 1 735 € par habitant ;
- endettement : 284 000 €, soit 1 031 € par habitant.

Avec les taux de fiscalité suivants :
- taxe d'habitation : 19,85 % ;
- taxe foncière sur les propriétés bâties : 26,41 % ;
- taxe foncière sur les propriétés non bâties : 29,02 % ;
- taxe additionnelle à la taxe foncière sur les propriétés non bâties : 45,11 % ;
- cotisation foncière des entreprises : 17,07 %.

Chiffres clés Revenus et pauvreté des ménages en 2021 : médiane en 2021 du revenu disponible, par unité de consommation : 22 340 €.

### Intercommunalité
Asswiller a adhéré à la communauté de communes de l'Alsace Bossue.

## Économie

### Entreprises et commerces

#### Agriculture
- Élevage de vaches laitières.
- Élevage d'autres bovins et de buffles.
- Culture de céréales, de légumineuses et de graines oléagineuses.
- Culture et élevage associés.

Fermes,,,,,
- Sylviculture et autres activités forestières.

#### Tourisme
- Restauration de type rapide.
- Gîtes ruraux à Adamswiller, Lohr, Petersbach, Hinsbourg.

#### Commerces
- Commerces et services de proximité[39].

## Population et société

### Démographie

#### Évolution démographique
Les habitants sont nommés les Asswillerois.

L'évolution du nombre d'habitants est connue à travers les recensements de la population effectués dans la commune depuis 1793. Pour les communes de moins de 10 000 habitants, une enquête de recensement portant sur toute la population est réalisée tous les cinq ans, les populations de référence des années intermédiaires étant quant à elles estimées par interpolation ou extrapolation. Pour la commune, le premier recensement exhaustif entrant dans le cadre du nouveau dispositif a été réalisé en 2007.

En 2022, la commune comptait 269 habitants, en évolution de −4,61 % par rapport à 2016 (Bas-Rhin : +3,17 %, France hors Mayotte : +2,11 %).
| 1793 | 1800 | 1806 | 1821 | 1831 | 1836 | 1841 | 1846 | 1851 |
| ---- | ---- | ---- | ---- | ---- | ---- | ---- | ---- | ---- |
| 326  | 286  | 323  | 411  | 442  | 411  | 403  | 402  | 393  |

| 1856 | 1861 | 1866 | 1871 | 1875 | 1880 | 1885 | 1890 | 1895 |
| ---- | ---- | ---- | ---- | ---- | ---- | ---- | ---- | ---- |
| 353  | 360  | 345  | 351  | 344  | 322  | 316  | 309  | 319  |

| 1900 | 1905 | 1910 | 1921 | 1926 | 1931 | 1936 | 1946 | 1954 |
| ---- | ---- | ---- | ---- | ---- | ---- | ---- | ---- | ---- |
| 335  | 344  | 352  | 294  | 276  | 281  | 260  | 251  | 225  |

| 1962 | 1968 | 1975 | 1982 | 1990 | 1999 | 2006 | 2007 | 2012 |
| ---- | ---- | ---- | ---- | ---- | ---- | ---- | ---- | ---- |
| 223  | 238  | 225  | 218  | 215  | 230  | 264  | 269  | 292  |

| 2017 | 2022 | - | - | - | - | - | - | - |
| ---- | ---- | - | - | - | - | - | - | - |
| 276  | 269  | - | - | - | - | - | - | - |

### Enseignement
Établissements d'enseignements :
- École maternelle et primaire,
- Collèges à Drulingen, Diemeringen, Wingen-sur-Moder, Sarre-Union,
- Lycées à Sarre-Union, Phalsbourg, Saverne.

### Santé
Professionnels et établissements de santé :
- Médecins à Drulingen, Diemeringen, La Petite-Pierre, Sarre-Union,
- Pharmacies à Drulingen, Diemeringen, La Petite-Pierre, Sarre-Union,
- Hôpitaux à Sarre-Union, Phalsbourg, Sarralbe, Ingwiller, Niderviller, Saverne.

### Cultes
- Paroisse protestante de Durstel, Adamswiller, Asswiller, Bettwiller[46].
- Communauté de paroisses "des clochers du Kirchberg"[47], Diocèse de Strasbourg.

## Culture locale et patrimoine

### Lieux et monuments

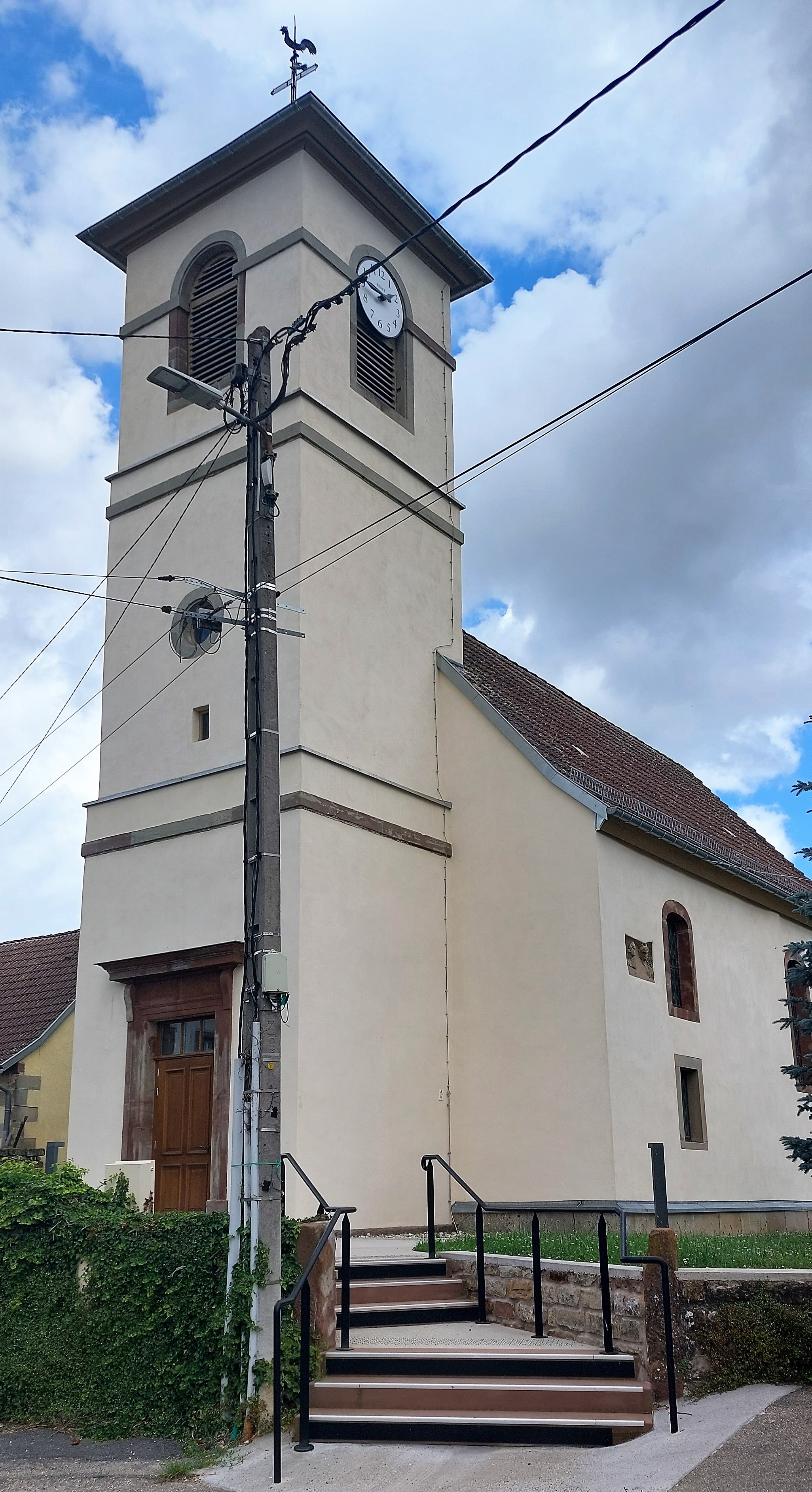
Église luthérienne.
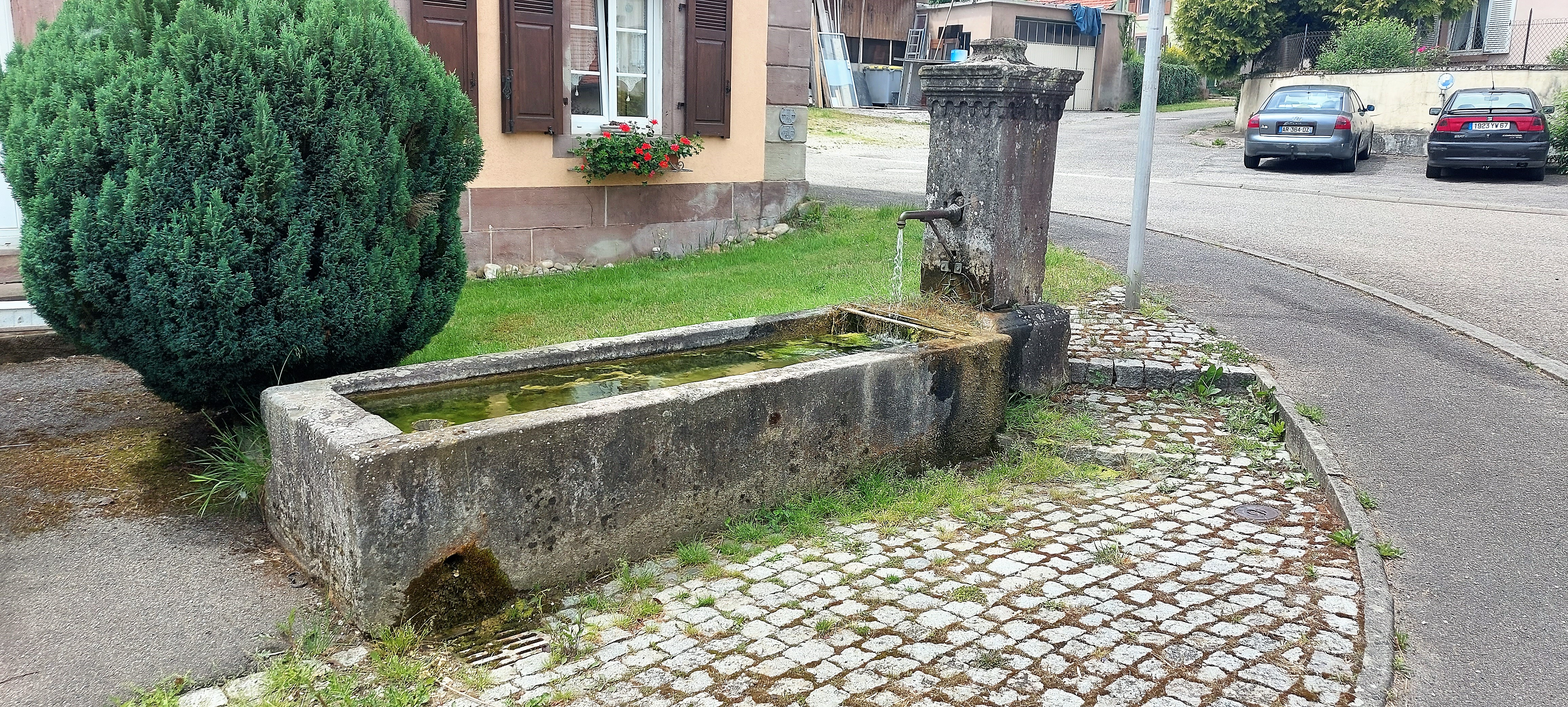
Fontaine rue de Drulingen.
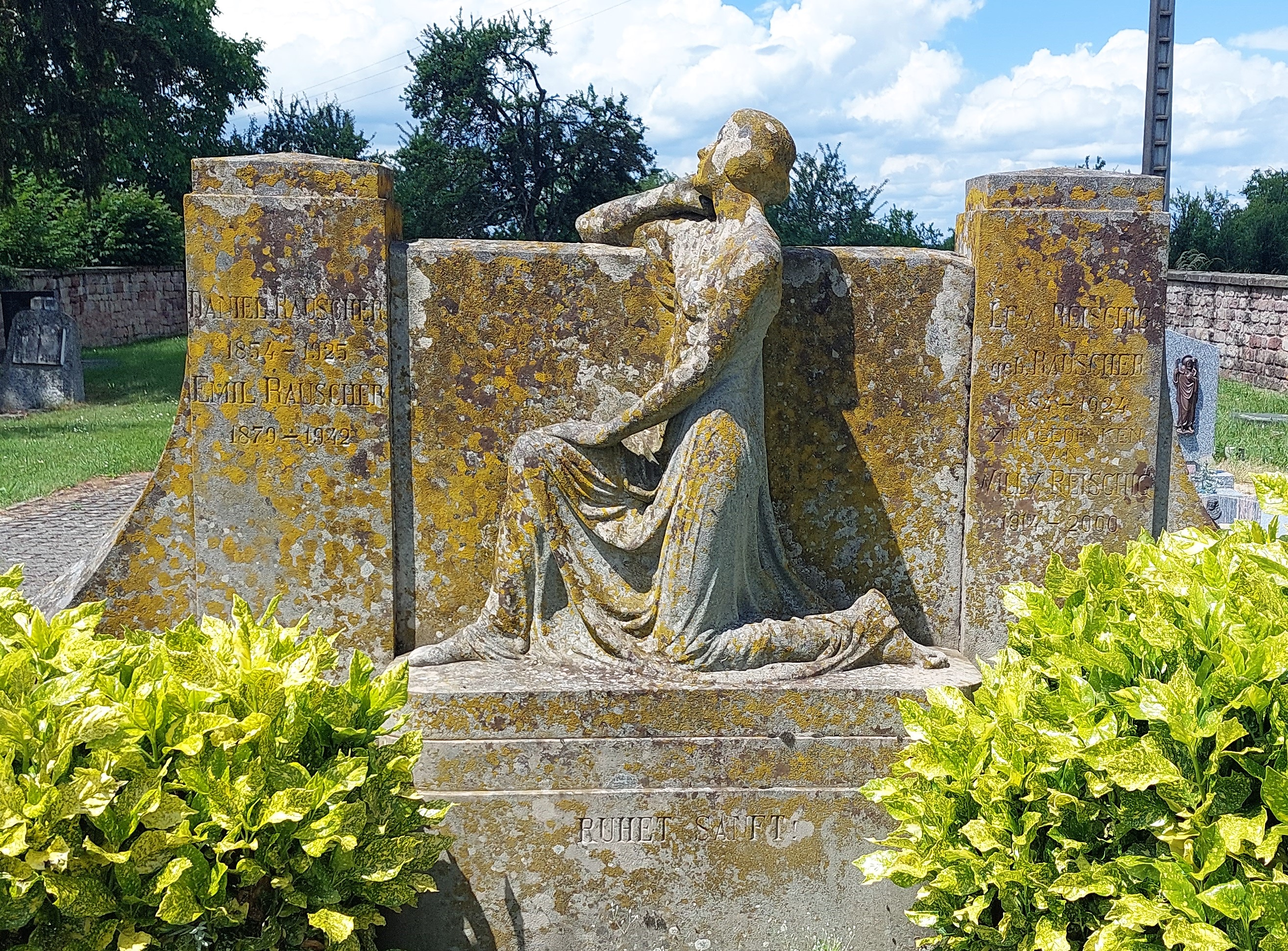
Ancienne pierre tombale.
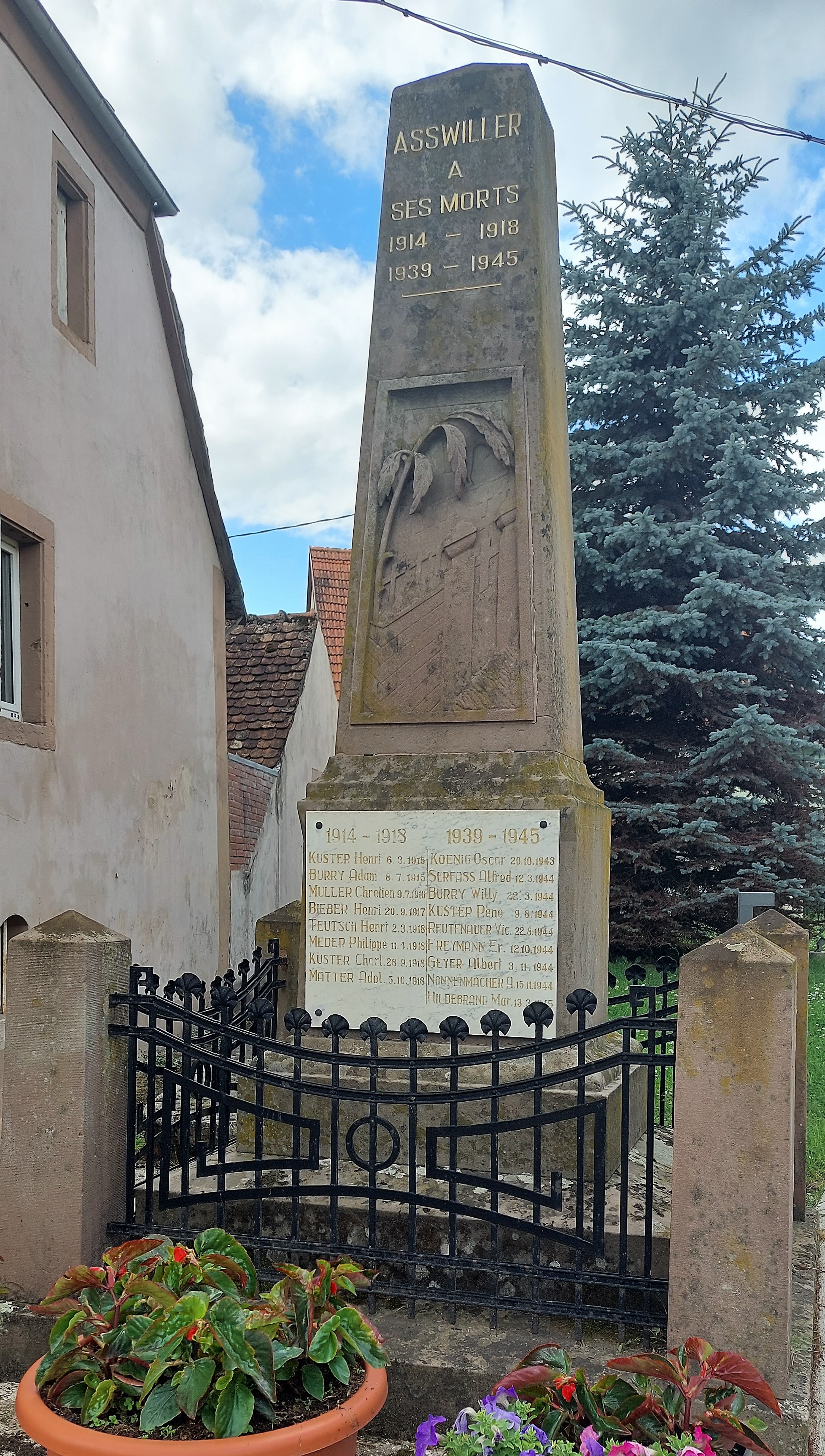
Monument aux morts.

Patrimoine religieux :
- Église protestante luthérienne[48],[49] : construite en 1724, la partie supérieure du clocher semble avoir été reconstruite. Deux fragments de sculptures romaines, découverts en 1883, sont réemployés dans le mur sud de la nef. L'un représente une tête de Mercure, l'autre une tête de divinité féminine, peut-être Rosmerta.

Orgue Wetzel Frères, 1864,.
Presbytère de protestants.
- Stèle funéraire au Cimetière juif d'Ettendorf[53],[54],[55].
- Monument aux morts[56] : Conflits commémorés : Guerres franco-allemande de 1914-1918 - 1939-1945.

Autres patrimoines :
- Mairie, école[57].
- Un château médiéval s'élevait à l'emplacement du château du XVIIIe siècle dont deux ailes sont conservées[58] ; la date 1769 apparaît sur l'une de ces ailes[59].
- Tribunal[60] : construit en 1733 comme l'indique la date gravée sur le linteau de la porte. Les nobles de Steincallenfels exerçaient à Asswiller la haute, moyenne et basse justice. La justice était administrée par le tribunal (Gericht) local qui se composait du Statthalter et de quatre assesseurs ; ce tribunal jugeait les causes de police simple ; les affaires les plus importantes étaient également soumises à sa décision, mais alors il était présidé par le bailli institué par le seigneur. Les appels se portaient devant le tribunal suprême de l'empire.
- Moulin dit Jaegermuhle[61].

Patrimoine naturel :
- La commune est inscrite dans le périmètre de la réserve de biosphère transfrontalière des Vosges du Nord-Pfälzerwald, et fait partie du parc naturel régional des Vosges du Nord[62].

### Héraldique
| Blason de Asswiller | Blason  | Coupé : au premier de sinople au léopard d'argent, au second d'or plain. |
| Blason de Asswiller | Détails |                                                                          |